# 548 aC

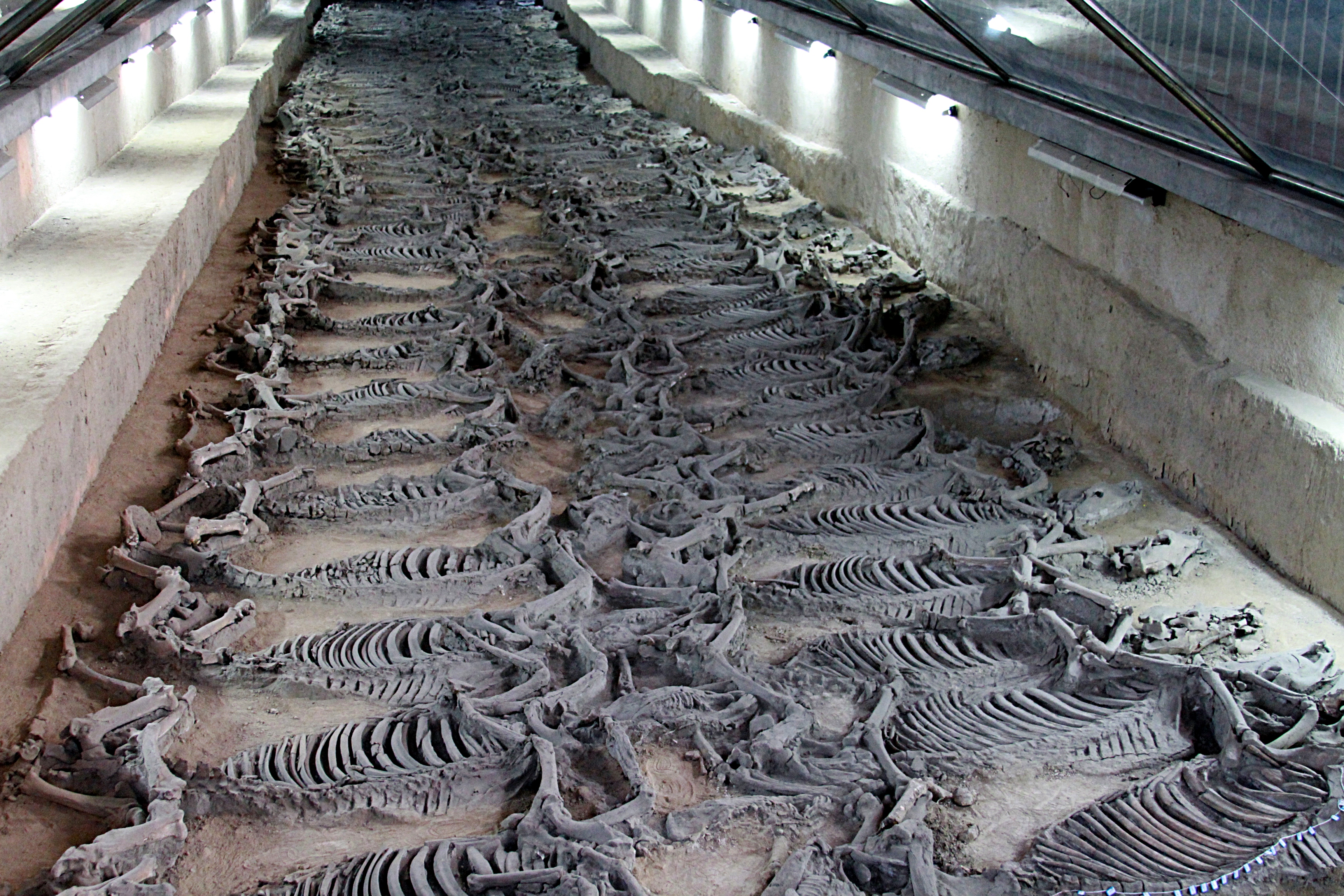
Cavalls sacrificats a la tomba del duc Jing de Qi al districte de Linzi de Zibo

L'any 548 aC es un any del calendari gregorià. En l'Imperi Romà havia estat conegut com l'any 206 Ab urbe condita. La denominació de 548 aC per aquest any ha estat utilitzada des de principis de l'edat mitjana, quan es va establir l'era del calendari de l'Anno Domini per denominar els anys.

## Esdeveniments

### Europa - Antiga Grècia
- Diognetos de Crotona (Magna Grècia) guanya la cursa als Jocs Olímpics.[1]
- El Temple d'Apol·lo de Delfos, Antiga Grècia s'incendia i els Alcmeònides el reconstrueixen.[2]

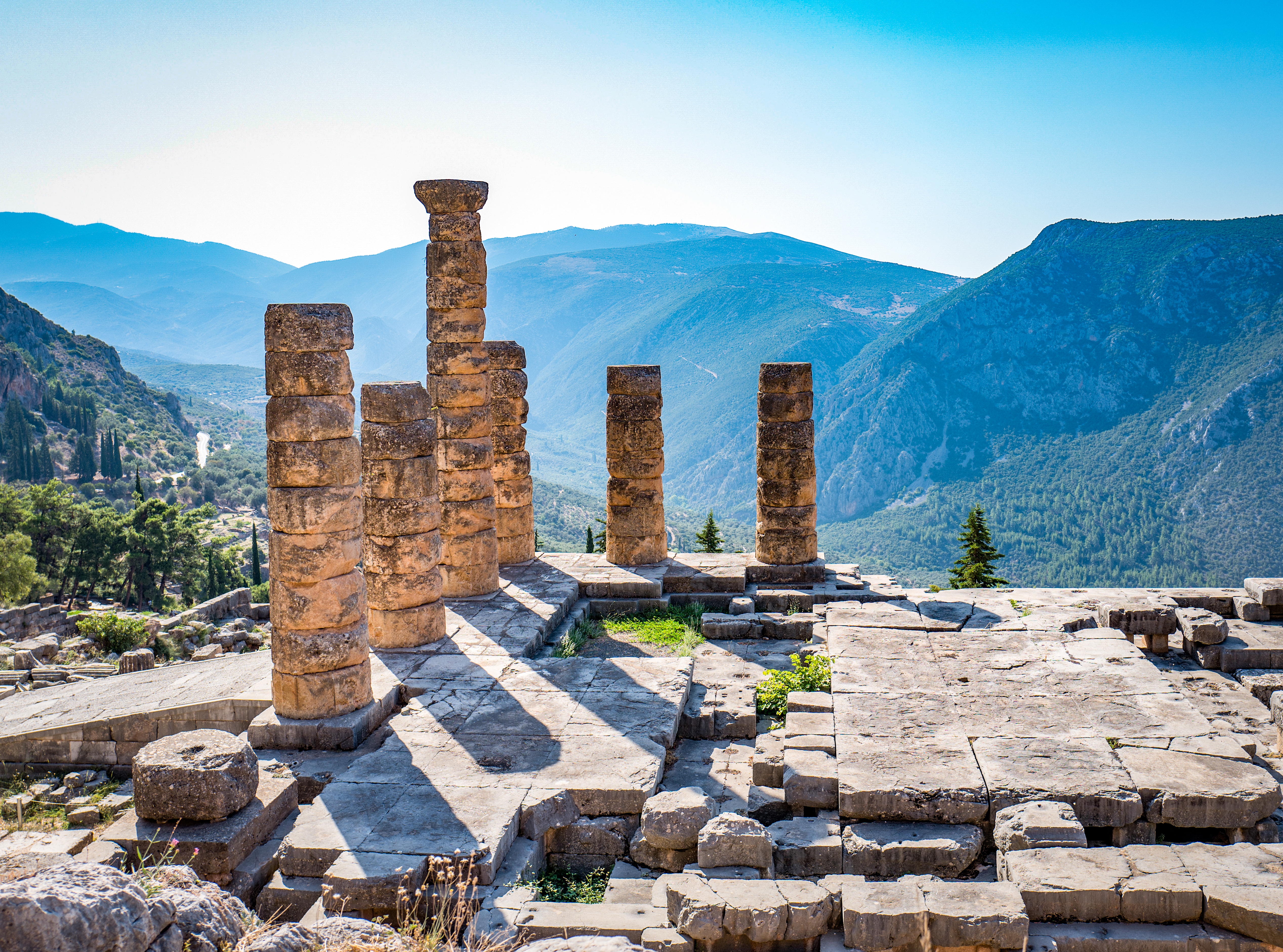
Ruïnes del temple d'Apol·lo de Delfos

### Àsia - Antiga Xina
- Els guàrdies del vescompte Cui Zhy disparen fletxes i maten el governant de l'estat de Qi, Zhuang II de Qi, quan aquest és descobert tenint relacions inadecuades amb la seva segona dona. Després de la seva mort, el germanastre de Zhuang el succeeix al tron i rep el nom de Duc Jing de Qi.[3][4]

## Necrològiques
- El duc Zhuang II de Qi, governant de l'Estat de Qi quan va intentar tenir relacions inadequades amb la segona dona del vescompte Cui Zhu i fou mort degut a les fletxes que li van disparar els guàrdies d'aquest.[3][4]